# Lurøy
Lurøy é uma comuna da Noruega, com 262 km² de área e 2 024 habitantes (censo de 2004).         